# Nobody (Ne-Yo)
Nobody è un brano di Ne-Yo estratto del suo terzo album Year of the Gentleman. La canzone è stata pubblicata come singolo unicamente in Italia.

## Classifiche
| Classifica (2009) | Posizione massima |
| ----------------- | ----------------- |
| Italia            | 41                |